# Aufferville
Aufferville est une commune rurale française située dans le sud-ouest du département de Seine-et-Marne, en région Île-de-France.
En 2022, elle compte 482 habitants.

## Géographie

### Localisation
La commune d'Aufferville se trouve dans l'extrême sud-ouest du  département de Seine-et-Marne, en région Île-de-France, à quelques kilomètres à l'est et au nord de la limite du département du Loiret. Historiquement situé dans le Gatinais, la commune marque la limite sud du Parc naturel régional du Gâtinais français mais sans en faire partie.

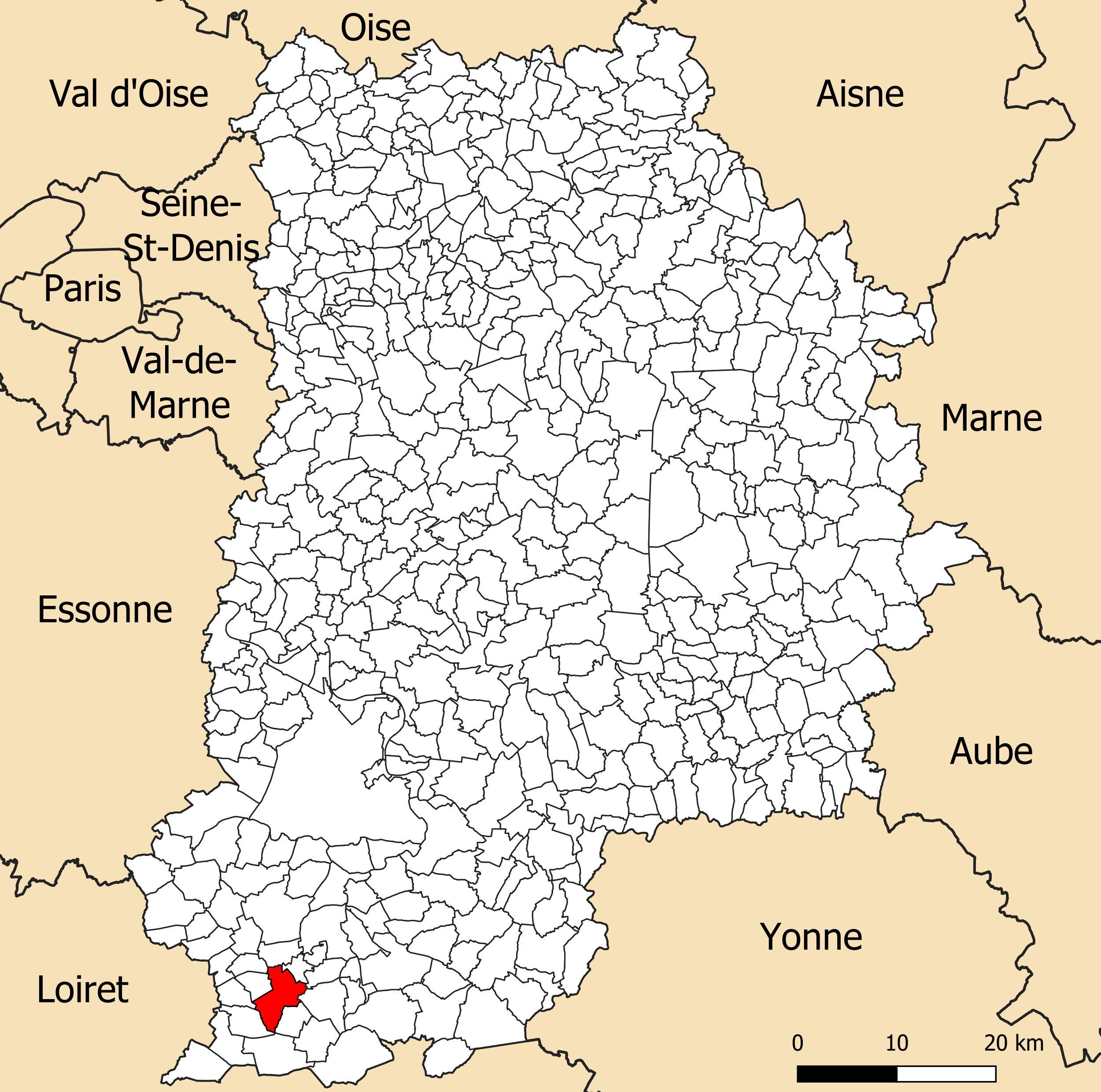
Localisation d'Aufferville dans le département de Seine-et-Marne.

Aufferville se situe à 41,86 km par la route de Melun, préfecture du département, à 25,35 km de Fontainebleau, sous-préfecture et à 9,48 km de Nemours, bureau centralisateur du canton de Nemours dont dépend la commune depuis 2015. La commune fait en outre partie du bassin de vie de Nemours.
A vol d'oiseau, le village est situé à 9 km au nord-ouest de Château-Landon et à 9 km au sud-ouest de Nemours et à 27 km à l'ouest-sud-ouest de Pithiviers (Loiret).

### Communes limitrophes

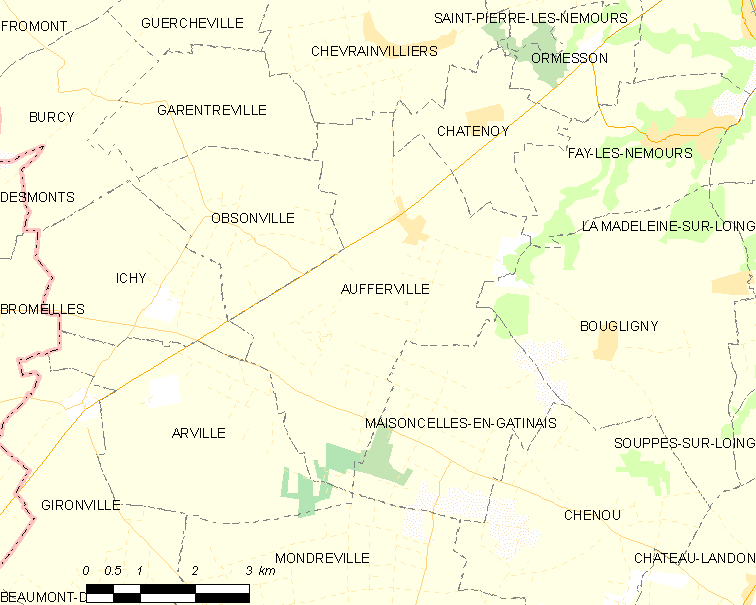
Carte des communes limitrophes d'Aufferville.

Les communes les plus proches sont : 
Châtenoy (2,4 km), Maisoncelles-en-Gâtinais (3,3 km), Chevrainvilliers (3,4 km), Obsonville (3,6 km), Bougligny (4,2 km), Ormesson (4,6 km), Ichy (4,8 km), Garentreville (5,0 km).
| Garentreville Obsonville | Chevrainvilliers                     | Châtenoy        |
| Ichy                     | Aufferville                          | Faÿ-lès-Nemours |
| Arville                  | Maisoncelles-en-Gâtinais Mondreville | Bougligny       |

### Géologie et relief
Le territoire de la commune se situe dans le sud du Bassin parisien, plus précisément au nord de la région naturelle du Gâtinais.
L'altitude varie de 101 mètres à 116 mètres pour le point le plus haut, le centre du bourg se situant à environ 109 mètres d'altitude (mairie).
Géologiquement intégré au bassin parisien, qui est une région géologique sédimentaire, l'ensemble des terrains affleurants de la commune sont issus de l'ère géologique Cénozoïque (des périodes géologiques s'étageant du Paléogène au Quaternaire),.

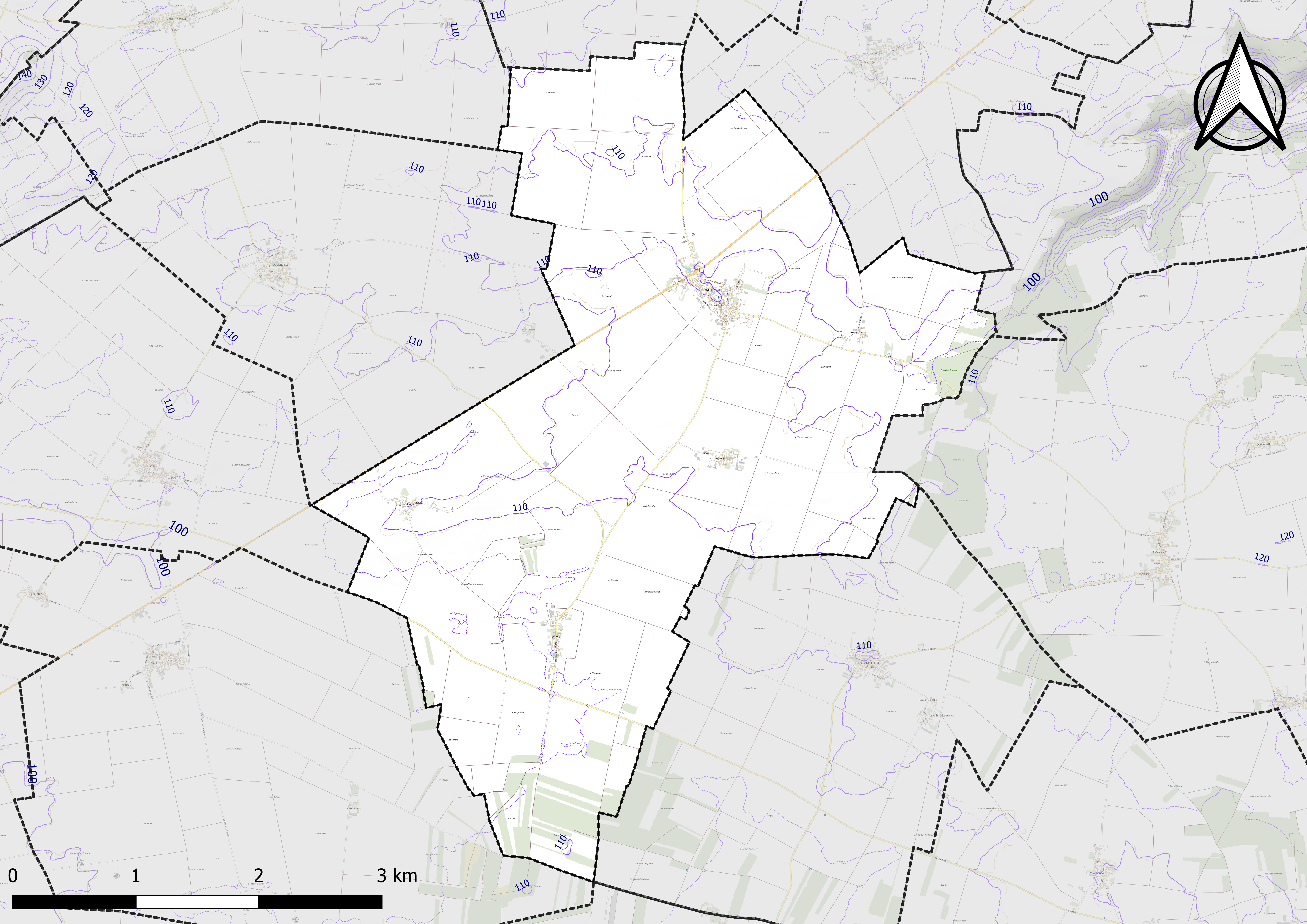
Carte du relief d'Aufferville.
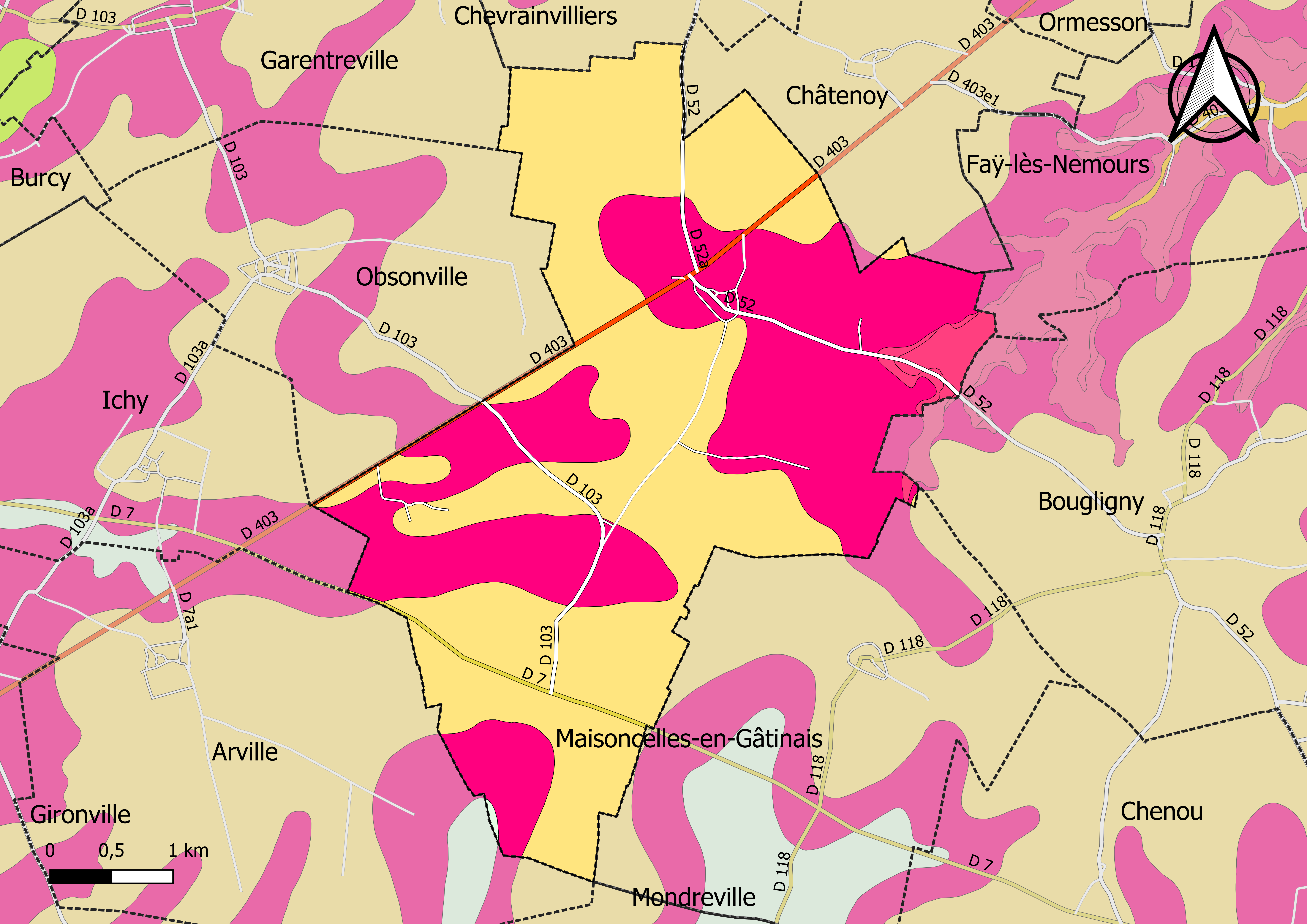
Carte géologique vectorisée et harmonisée d'Aufferville.

|  | LP : | Limon des plateaux de composition argilo-marneuse.                |
|  | Fz : | Alluvions récentes : limons, argiles, sables, tourbes localement. |

|  | g1CE : | Calcaire d'Étampes, meulières, marnes, calcaires du Gâtinais.                                        |
|  | g1GF : | Grès de Fontainebleau en place ou remaniés (grésification quaternaire de sables Stampiens dunaires). |
|  | g1SF : | Sables de Fontainebleau, accessoirement grès en place ou peu remanié (versant).                      |

La commune est classée en zone de sismicité 1, correspondant à une sismicité très faible.

### Hydrographie
Il n'existe aucun réseau hydrographique de surface.

### Climat
Pour des articles plus généraux, voir Climat de l'Île-de-France et Climat de Seine-et-Marne.
En 2010, le climat de la commune est de type climat océanique dégradé des plaines du Centre et du Nord, selon une étude du CNRS s'appuyant sur une série de données couvrant la période 1971-2000. En 2020, Météo-France publie une typologie des climats de la France métropolitaine dans laquelle la commune est exposée à un climat océanique altéré et est dans une zone de transition entre les régions climatiques « Sud-ouest du bassin Parisien » et « Nord-est du bassin Parisien ».
Pour la période 1971-2000, la température annuelle moyenne est de 10,8 °C, avec une amplitude thermique annuelle de 15,5 °C. Le cumul annuel moyen de précipitations est de 660 mm, avec 11,2 jours de précipitations en janvier et 7,4 jours en juillet. Pour la période 1991-2020, la température moyenne annuelle observée sur la station météorologique la plus proche, située sur la commune de Saint-Pierre-lès-Nemours à 8 km à vol d'oiseau, est de 11,4 °C et le cumul annuel moyen de précipitations est de 697,6 mm,. Pour l'avenir, les paramètres climatiques de la commune estimés pour 2050 selon différents scénarios d'émission de gaz à effet de serre sont consultables sur un site dédié publié par Météo-France en novembre 2022.

### Milieux naturels et biodiversité
Aucun espace naturel présentant un intérêt patrimonial n'est recensé sur la commune dans l'inventaire national du patrimoine naturel,,.

## Urbanisme

### Typologie
Au 1er janvier 2024, Aufferville est catégorisée commune rurale à habitat dispersé, selon la nouvelle grille communale de densité à sept niveaux définie par l'Insee en 2022.
Elle est située hors unité urbaine. Par ailleurs la commune fait partie de l'aire d'attraction de Paris, dont elle est une commune de la couronne,. Cette aire regroupe 1 929 communes,.

### Occupation des sols
L'occupation des sols de la commune, telle qu'elle ressort de la base de données européenne d’occupation biophysique des sols Corine Land Cover (CLC), est marquée par l'importance des territoires agricoles (95,5 % en 2018), une proportion sensiblement équivalente à celle de 1990 (95,6 %). La répartition détaillée en 2018 est la suivante : 
terres arables (94,08 %), 
forêts (2,94 %), 
zones urbanisées (1,60 %), 
prairies (1,38 %).
| Type d’occupation | 1990        | 1990    | 2018        | 2018    | Bilan    |
| --- | ----------- | ------- | ----------- | ------- | -------- |
| Territoires artificialisés (zones urbanisées, zones industrielles ou commerciales et réseaux de communication, mines, décharges et chantiers, espaces verts artificialisés ou non agricoles) | 25,14 ha    | 1,42 %  | 28,49 ha    | 1,60 %  | 3,36 ha  |
| Territoires agricoles (terres arables, cultures permanentes, prairies, zones agricoles hétérogènes)                                                                                          | 1 698,43 ha | 95,64 % | 1 695,08 ha | 95,45 % | −3,36 ha |
| Forêts et milieux semi-naturels (forêts, milieux à végétation arbustive et/ou herbacée, espaces ouverts sans ou avec peu de végétation)                                                      | 52,22 ha    | 2,94 %  | 52,22 ha    | 2,94 %  | 0 ha     |

Parallèlement, L'Institut Paris Région, agence d'urbanisme de la région Île-de-France, a mis en place un inventaire numérique de l'occupation du sol de l'Île-de-France, dénommé le MOS (Mode d'occupation du sol), actualisé régulièrement depuis sa première édition en 1982. Réalisé à partir de photos aériennes, le Mos distingue les espaces naturels, agricoles et forestiers mais aussi les espaces urbains (habitat, infrastructures, équipements, activités économiques, etc.) selon une classification pouvant aller jusqu'à 81 postes, différente de celle de Corine Land Cover,,. L'Institut met également à disposition des outils permettant de visualiser par photo aérienne l'évolution de l'occupation des sols de la commune entre 1949 et 2018.

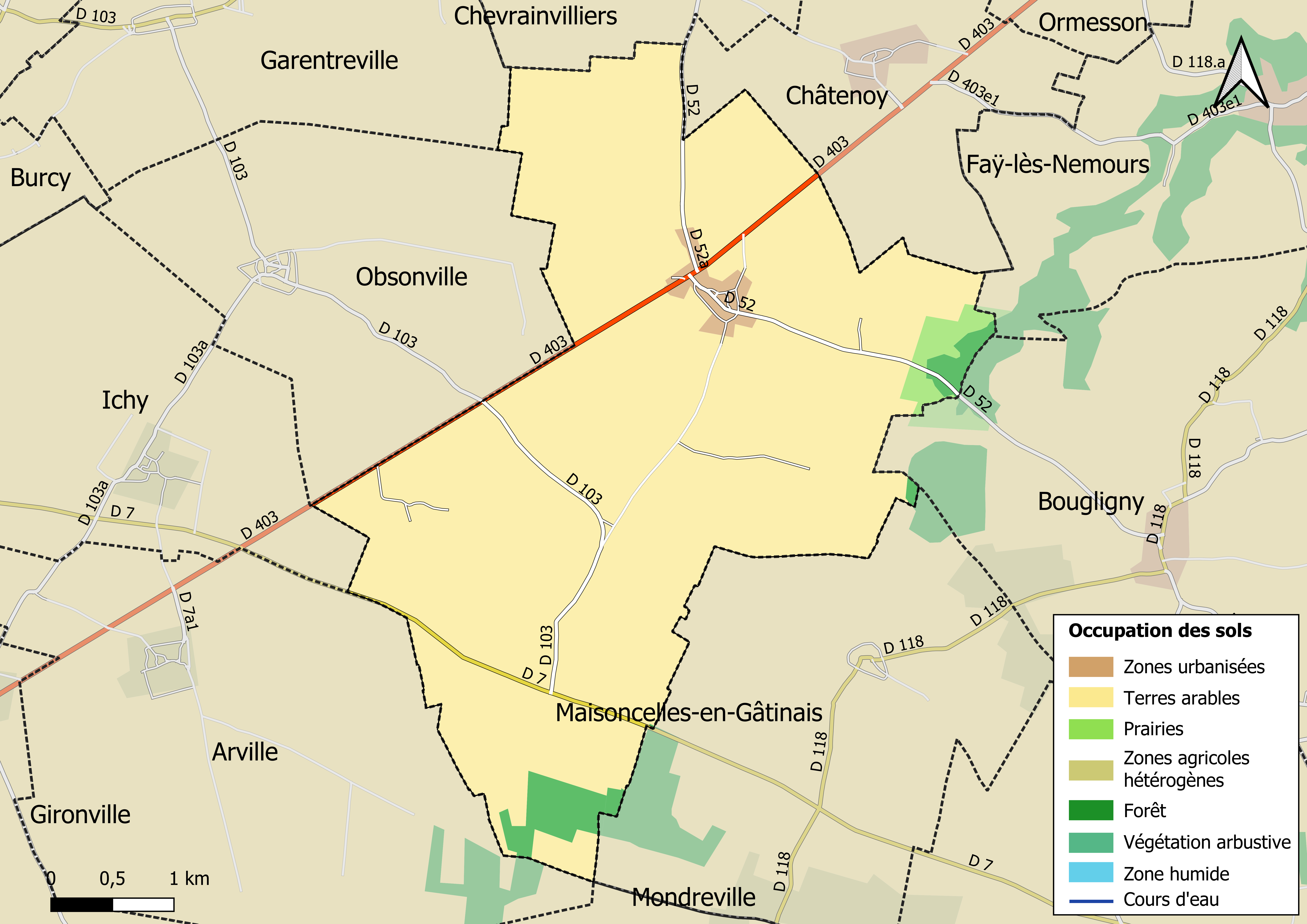
Carte des infrastructures et de l'occupation des sols en 2018 (CLC) de la commune.
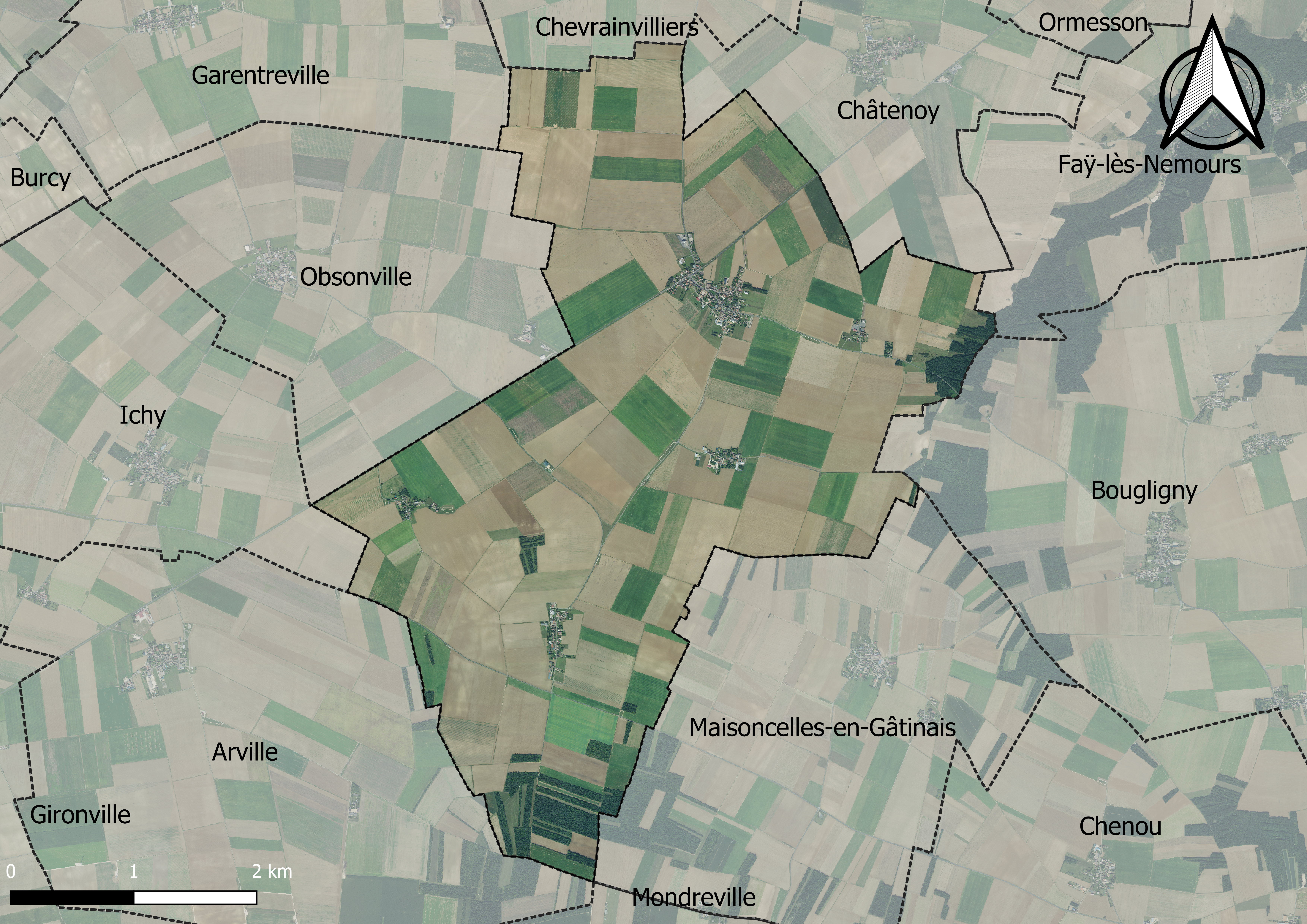
Carte orhophotogrammétrique de la commune.

### Lieux-dits et écarts

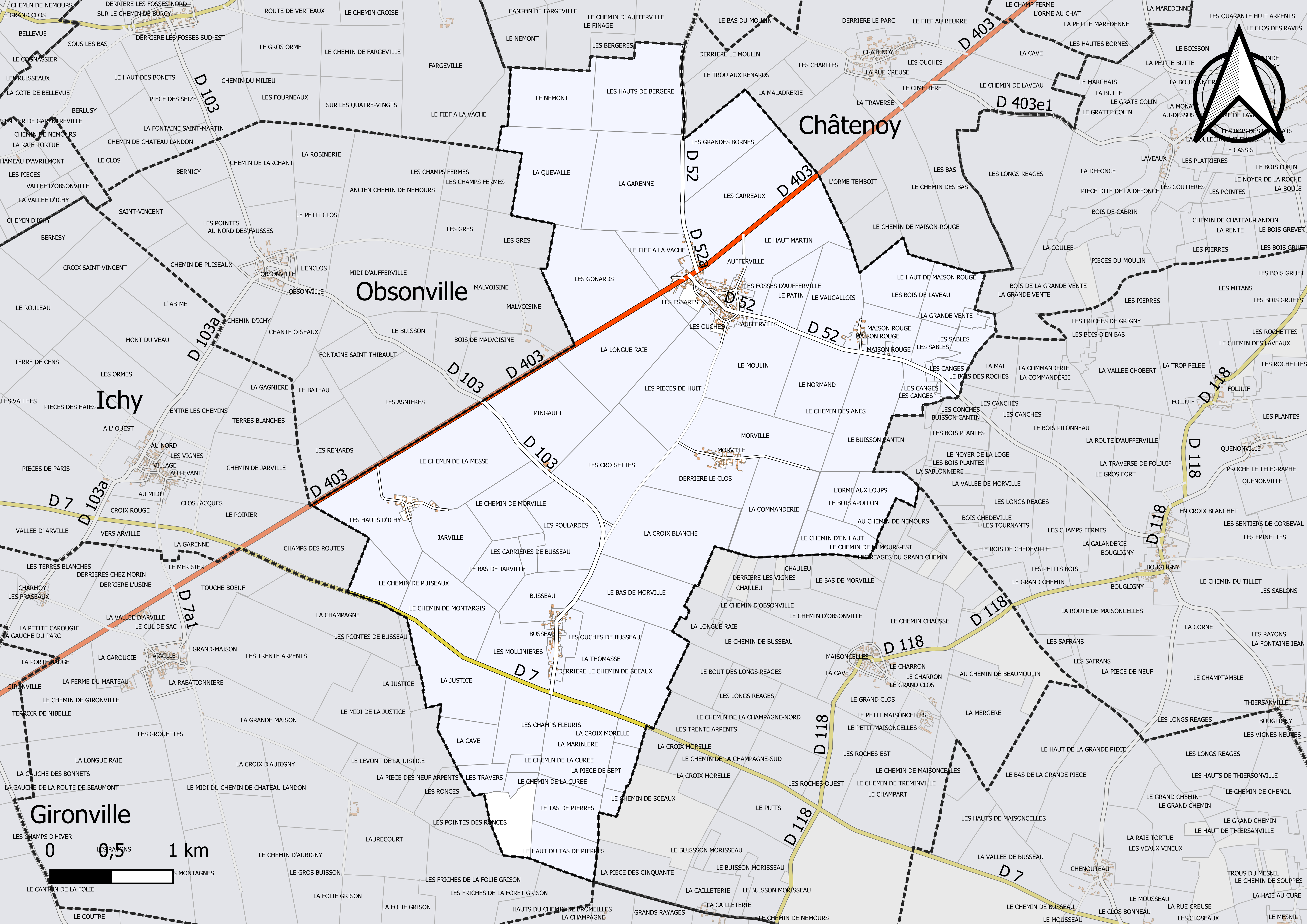
Carte du cadastre de la commune d'Aufferville.

La commune compte 87 lieux-dits administratifs répertoriés consultables ici dont Busseau, Jarville, Maison-Rouge et Morville.

### Logement
En 2016, le nombre total de logements dans la commune était de 247 dont 95,1 % de maisons et 4,9 % d’appartements.
Parmi ces logements, 80,9 % étaient des résidences principales, 7,3 % des résidences secondaires et 11,8 % des logements vacants.
La part des ménages fiscaux propriétaires de leur résidence principale s’élevait à 86,4 % contre 13,1 % de locataires et 0,5 % logés gratuitement,.

### Voies de communication et transports

#### Voies de communication

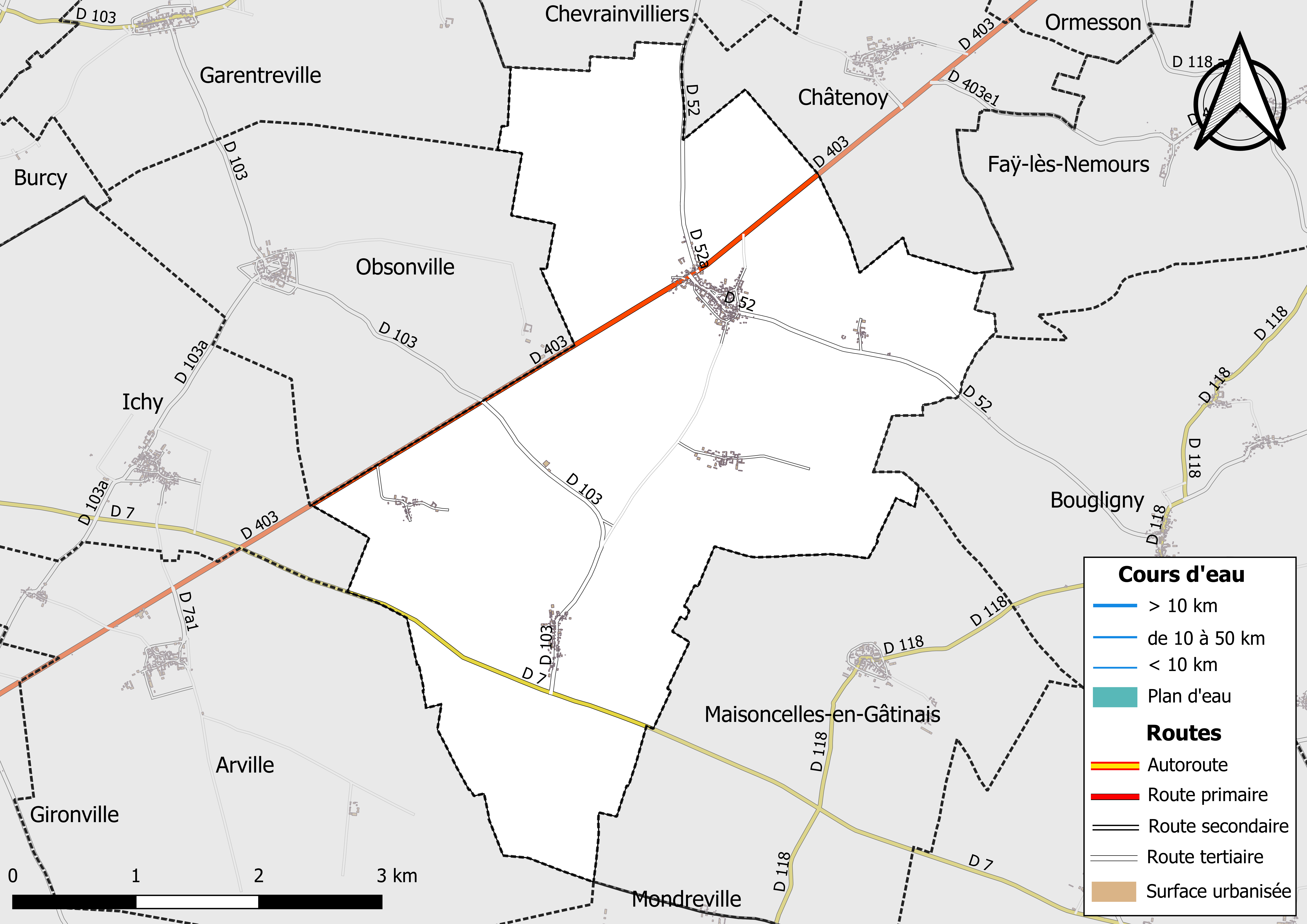
Carte des réseaux hydrographique et routier d'Aufferville.

Plusieurs routes départementales relient Aufferville aux communes voisines :
- la D 7, à Ichy, à l'ouest ; et à Maisoncelles-en-Gâtinais, au sud-est ;
- la D 52, à Bougligny, à l'est ;
- la D 52A, à Chevrainvilliers, au nord ;
- la D 103, à Obsonville, à l'ouest ;
- la D 403, à Châtenoy, au nord-est ; et à Obsonville et Ichy, au sud-ouest ;
- la D 403e1, à Faÿ-lès-Nemours, au sud-est.

#### Transports
Aufferville est desservie par deux lignes du réseau de bus Vallée du Loing - Nemours :
- la ligne 13A, qui relie Aufferville à Saint-Pierre-lès-Nemours ;
- la ligne 13C, qui relie Beaumont-du-Gâtinais à Saint-Pierre-lès-Nemours.

## Toponymie
Le nom de la localité est attesté sous les formes Orfavilla en 1212, Parrochia de Offarvilla en 1257.
Le nom fait allusion aux scories de fer souvent employées dans la construction des routes et chemins.

## Histoire

### Préhistoire et Antiquité
Dès la préhistoire, l’Homme prend possession de la région. La population devait se concentrer du côté de Maison-Rouge car elle y trouvait les blocs de grès pour tailler ses outils sur des polissoirs, nombreux aux confins de Maison-Rouge et de Faÿ-les-Nemours, ou des fouilles furent effectuées dans la première moitié du XXe siècle. Deux bornes milliaires dressées à l'entrée et à la sortie de la commune attestent de la présence des gallo-romains sur le territoire. A l’époque gallo-romaine, les villas sont de grandes propriétés qui abritent à la fois la résidence des propriétaires et celles des employés et esclaves, et les entreprises sur lesquelles est bâtie l'économie de la villa, et qui peut être diverse et multiple : souvent agricole, mais aussi commerciale ou portuaire par exemple. Les rois francs donnèrent le nom de villa aux métairies qu’ils s’étaient réservés dans la Gaule,.

### Ancien Régime
Aufferville, anciennement Offervilla sur une charte de l'année 1192, faisait partie du Gâtinais français, élection et bailliage de Nemours. Dans cette charte, Guy de Noyers, archevêque de Sens, reconnaît qu'un certain Guy Morelli a résigné entre ses mains tout ce qu'il possédait de menue dîme à Bougligny et à Aufferville, et en même temps il déclare qu'il en fait l'abandon aux chanoines de sa cathédrale qui desservent l'autel de Saint-Jean-Baptiste.

### Les Templiers et les Hospitaliers
La seigneurie de Fargeville qui fait partie de la paroisse d'Aufferville appartenait à la commanderie de l'Hôpital, autrefois du Temple, établie à Beauvais près Nemours (dite commanderie de Beauvais-en-Gâtinais). Pour l'administration ecclésiastique, c'était une paroisse du diocèse de Sens, doyenné de Milly et archidiaconé du Gâtinais.

### Époque contemporaine
En 1901, la commune est essentiellement à vocation agricole, cultures mais aussi élevage. Les artisans tournent autour de l'agriculture : charron, maréchal–ferrant, tous dans le bourg mais Busseau aura durant quelques années son propre épicier-café. Durant la Seconde Guerre mondiale, le fonctionnement administratif de la commune continue quels que soient les dirigeants de l’État.
L’Après-guerre démarre durement, avec la poursuite des restrictions. Par contre le plan Marshall américain pour la reconstruction de l’Europe permet de voir arriver les premiers tracteurs.

### Les hameaux auXVIIIesiècle
Grigny, ainsi que les hameaux suivants : Busseau , Jarville, Maison-Rouge et Morville.
D'après la tradition, Jarville dépendait de la paroisse d'Obsonville, mais pendant une épidémie le curé de cette dernière localité, ne voulant pas porter les derniers secours de la religion aux habitants de Jarville, celui d'Aufferville se dévoua pour la circonstance. En reconnaissance, les habitants de Jarville voulurent que leur village fît partie de la paroisse d'Aufferville.
Ce qui était appelé le fief de Lormoy, autrement dit de la Maison-Rouge fut sous la dépendance de la commanderie du  Temple de Beauvais-en-Gâtinais (commune de Grez-sur-Loing) lors de la vente de la seigneurie de Fargeville aux chevaliers du Temple par Gauthier de Nemours. Le hameau de Grigny disparu était situé entre Maison-Rouge et l’actuelle maison dite de Grigny.
Le hameau de Morville fut acheté par les Hospitaliers de l'ordre de Saint-Jean de Jérusalem en 1258. Plus tard, les chanoines de la cathédrale de Sens reprirent cette terre jusqu'à la Révolution. Jean de Rogres, bailli de Nemours, achète en 1571 à Guillaume de Boulay la seigneurie de Morville qui restera dans la famille jusqu'à la Révolution.

## Politique et administration

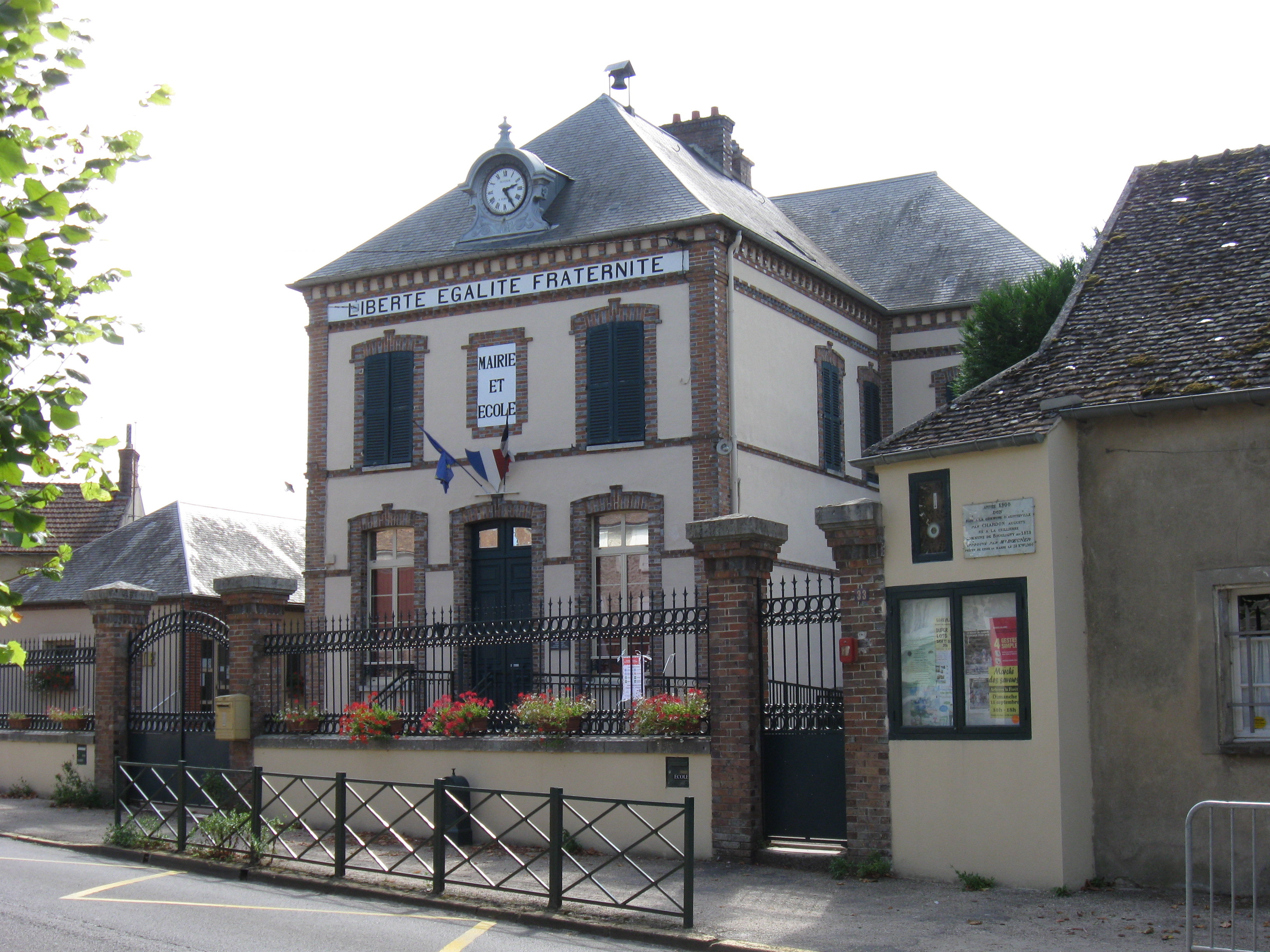
La mairie.

### Liste des maires
| Période                                  | Période  | Identité        | Étiquette | Qualité           |
| ---------------------------------------- | -------- | --------------- | --------- | ----------------- |
| Les données manquantes sont à compléter. |          |                 |           |                   |
| 1947                                     | 1955     | Georges Mercier |           |                   |
| 1955                                     | 1958     | Roger Morisseau |           |                   |
| 1958                                     | 1963     | Édouard Dupré   |           |                   |
| 1963                                     | 1995     | Guy Morisseau   |           |                   |
| 1995                                     | 2008     | Philippe Marié  |           |                   |
| 2008                                     | 2014     | Thierry Tardy   |           |                   |
| 2014                                     | En cours | Bruno Moulié    |           | Chef d'entreprise |

## Équipements et services

### Eau et assainissement
L’organisation de la distribution de l’eau potable, de la collecte et du traitement des eaux usées et pluviales relève des communes. La loi NOTRe de 2015 a accru le rôle des EPCI à fiscalité propre en leur transférant cette compétence. Ce transfert devait en principe être effectif au 1er janvier 2020, mais la loi Ferrand-Fesneau du 3 août 2018 a introduit la possibilité d’un report de ce transfert au 1er janvier 2026,.

#### Assainissement des eaux usées
En 2020, la commune d'Aufferville ne dispose pas d'assainissement collectif,.
L’assainissement non collectif (ANC) désigne les installations individuelles de traitement des eaux domestiques qui ne sont pas desservies par un réseau public de collecte des eaux usées et qui doivent en conséquence traiter elles-mêmes leurs eaux usées avant de les rejeter dans le milieu naturel. La commune assure le service public d'assainissement non collectif (SPANC), qui a pour mission de vérifier la bonne exécution des travaux de réalisation et de réhabilitation, ainsi que le bon fonctionnement et l’entretien des installations. Cette prestation est déléguée à une entreprise privée,.

#### Eau potable
En 2020, l'alimentation en eau potable est assurée par le SIAEP de Nemours, Saint-Pierre qui en a délégué la gestion à la SAUR, dont le contrat expire le 31 décembre 2027,,.

## Population et société

### Démographie
L'évolution du nombre d'habitants est connue à travers les recensements de la population effectués dans la commune depuis 1793. Pour les communes de moins de 10 000 habitants, une enquête de recensement portant sur toute la population est réalisée tous les cinq ans, les populations de référence des années intermédiaires étant quant à elles estimées par interpolation ou extrapolation. Pour la commune, le premier recensement exhaustif entrant dans le cadre du nouveau dispositif a été réalisé en 2005.

En 2022, la commune comptait 482 habitants, en évolution de −6,59 % par rapport à 2016 (Seine-et-Marne : +3,92 %, France hors Mayotte : +2,11 %).
| 1793 | 1800 | 1806 | 1821 | 1831 | 1836 | 1841 | 1846 | 1851 |
| ---- | ---- | ---- | ---- | ---- | ---- | ---- | ---- | ---- |
| 515  | 576  | 574  | 589  | 594  | 615  | 658  | 686  | 639  |

| 1856 | 1861 | 1866 | 1872 | 1876 | 1881 | 1886 | 1891 | 1896 |
| ---- | ---- | ---- | ---- | ---- | ---- | ---- | ---- | ---- |
| 636  | 655  | 591  | 620  | 616  | 613  | 623  | 638  | 613  |

| 1901 | 1906 | 1911 | 1921 | 1926 | 1931 | 1936 | 1946 | 1954 |
| ---- | ---- | ---- | ---- | ---- | ---- | ---- | ---- | ---- |
| 612  | 606  | 579  | 503  | 463  | 456  | 469  | 440  | 404  |

| 1962 | 1968 | 1975 | 1982 | 1990 | 1999 | 2005 | 2006 | 2010 |
| ---- | ---- | ---- | ---- | ---- | ---- | ---- | ---- | ---- |
| 451  | 423  | 393  | 372  | 389  | 449  | 498  | 521  | 551  |

| 2015 | 2020 | 2022 | - | - | - | - | - | - |
| ---- | ---- | ---- | - | - | - | - | - | - |
| 516  | 491  | 482  | - | - | - | - | - | - |

### Événements
- Vide-grenier et exposition artisanale le 8 mai.

## Économie

### Revenus de la population et fiscalité
En 2017, le nombre de ménages fiscaux de la commune était de 205, représentant 541 personnes et la  médiane du revenu disponible par unité de consommation  de 24 290 euros.

### Emploi
En 2017 , le nombre total d’emplois dans la zone était de 105, occupant 248 actifs  résidants.
Le taux d'activité de la population (actifs ayant un emploi) âgée de 15 à 64 ans s'élevait à 71,8 % contre un taux de chômage de 9,9 %.
Les 18,3 % d’inactifs se répartissent de la façon suivante : 6,6 % d’étudiants et stagiaires non rémunérés, 6,8 % de retraités ou préretraités et 4,9 % pour les autres inactifs.

### Entreprises et commerces
En 2015, le nombre d'établissements actifs était de 60 dont 9 dans l'agriculture-sylviculture-pêche, 2 dans l’industrie, 18 dans la construction, 29 dans le commerce-transports-services divers et 2  étaient relatifs au secteur administratif.
Ces établissements ont pourvu 55 postes salariés.

## Culture locale et patrimoine

### Lieux et monuments
- L'église sous le vocable de Saint Martin, XIIe siècle,  Inscrit MH (1926)[50],[51].

Elle est caractéristique des églises du Gâtinais. À l'intérieur de l'église, on peut découvrir la nef, un chœur plus étroit et l'abside semi-circulaire. Le bas-côté sud fut rajouté à la construction primitive au XVe siècle après le rattachement de Jarville à Aufferville.
Le portail est du XIIIe siècle, les fonts baptismaux de pierre sont de 1653, et le retable d'autel du XVIIIe siècle. Comme la plupart des petites églises de campagne, elle n'est aujourd'hui ouverte qu'à certaines occasions, en raison de la présence intermittente d'un prêtre désormais responsable de nombreuses anciennes paroisses alors que chaque village avait encore un curé à demeure dans la première moitié du XXe siècle.
- La croix Saint Pierre, place de l'Église (3,5 m de haut, XIIIe – XIVe siècle).
- Le baromètre à cadran du XIXe siècle accroché sur le mur de la mairie, don d'un particulier.
- Le vestige d'une porte charretière au hameau de Morville (XVIIIe siècle).
- La croix Saint Marc au hameau de Maison Rouge.
- La croix Saint Jean rénovée à la sortie du hameau de Morville.
- La croix dite à Martin Cornichon sur la petite place Saint-Martin.
- La croix dite à Lesage  aux limites des communes d'Aufferville, de Bougligny et Maisoncelles.
- Deux bornes milliaires à l'entrée et sortie du village sur la D 403.
- Le Polissoir dit d'Aufferville/Maison Rouge en limite de la commune de Faÿ-lès-Nemours.

Sélection de vues de lieux et de monuments d'Aufferville.
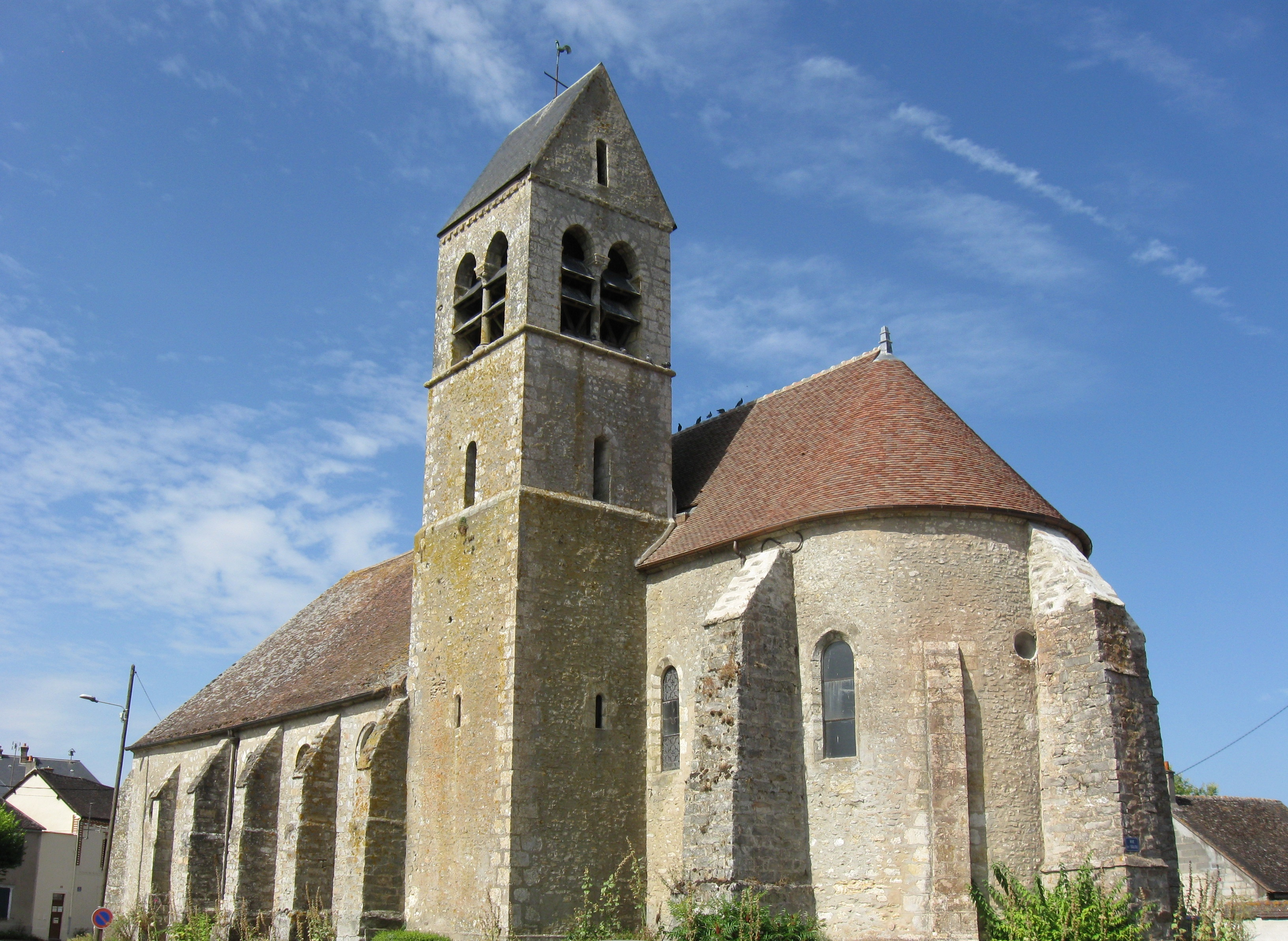
L'église Saint-Martin.
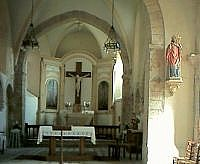
L'intérieur de l'église Saint-Martin.
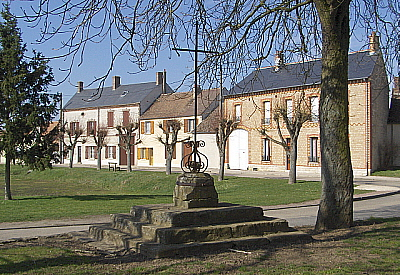
Le centre d'Aufferville, la croix Saint-Pierre.

### Personnalités liées à la commune
- Martin-Jules Chouard (1839-1919), artiste peintre, né au hameau de Morville.